# Mamadou Maiga
Mamadou Maiga (in russo Мамаду Майга?, Mamadu Majga; Bamako, 10 febbraio 1995) è un calciatore maliano con cittadinanza russa, centrocampista del Nižnij Novgorod.

## Biografia
Nel novembre 2021 ha acquisito la cittadinanza russa.

## Carriera
Nato a Bamako, ha iniziato a giocare nella squadra locale del Jeanne d'Arc. Nel 2016 è approdato in Europa, firmando un contratto con i bielorussi del Naftan, ma non è riuscito a giocare alcun incontro ufficiale. In seguito, si è trasferito in Russia, dove ha giocato nel Boradigjach, una squadra amatoriale con sede nel quartiere Kuncevo di Mosca, lavorando nel frattempo come venditore di sigarette e corriere. Nel 2020 viene acquistato dal Veles Mosca, società militante nella seconda divisione russa. Debutta in PFN Ligi l'8 agosto, in occasione dell'incontro vinto per 3-1 contro il Kryl'ja Sovetov Samara. In due stagioni totalizza 65 presenze e 4 reti tra campionato e coppa. Il 30 giugno 2022 viene ingaggiato dal Nižnij Novgorod, con cui firma un contratto triennale. Il 17 luglio successivo esordisce in Prem'er-Liga, nel pareggio per 1-1 sul campo della Lokomotiv Mosca.

## Statistiche

### Presenze e reti nei club
Statistiche aggiornate al 14 agosto 2022.
| Stagione           | Squadra            | Campionato         | Campionato | Campionato | Coppe nazionali | Coppe nazionali | Coppe nazionali | Coppe continentali | Coppe continentali | Coppe continentali | Altre coppe | Altre coppe | Altre coppe | Totale | Totale |
| Stagione           | Squadra            | Comp               | Pres       | Reti       | Comp            | Pres            | Reti            | Comp               | Pres               | Reti               | Comp        | Pres        | Reti        | Pres   | Reti   |
| ------------------ | ------------------ | ------------------ | ---------- | ---------- | --------------- | --------------- | --------------- | ------------------ | ------------------ | ------------------ | ----------- | ----------- | ----------- | ------ | ------ |
| 2020-2021          | Veles Mosca        | 1D                 | 35         | 0          | CR              | 3               | 0               |                    | -                  | -                  |             | -           | -           | 38     | 0      |
| 2021-2022          | Veles Mosca        | 1D                 | 25         | 1          | CR              | 2               | 0               |                    | -                  | -                  |             | -           | -           | 27     | 1      |
| Totale Veles Mosca | Totale Veles Mosca | Totale Veles Mosca | 60         | 1          |                 | 5               | 0               |                    | -                  | -                  |             | -           | -           | 65     | 4      |
| 2022-2023          | Nižnij Novgorod    | PL                 | 4          | 0          | CR              | 0               | 0               |                    | -                  | -                  |             | -           | -           | 4      | 0      |
| Totale carriera    | Totale carriera    | Totale carriera    | 64         | 1          |                 | 5               | 0               |                    | -                  | -                  |             | -           | -           | 69     | 1      |